# دانشگاه آبرن
دانشگاه آبرن (به انگلیسی: Auburn University) یک دانشگاه تحقیقاتی دولتی در آبرن واقع در ایالت آلاباما آمریکا است که در سال ۱۸۵۶ میلادی تأسیس شده‌است.

## نگارخانه

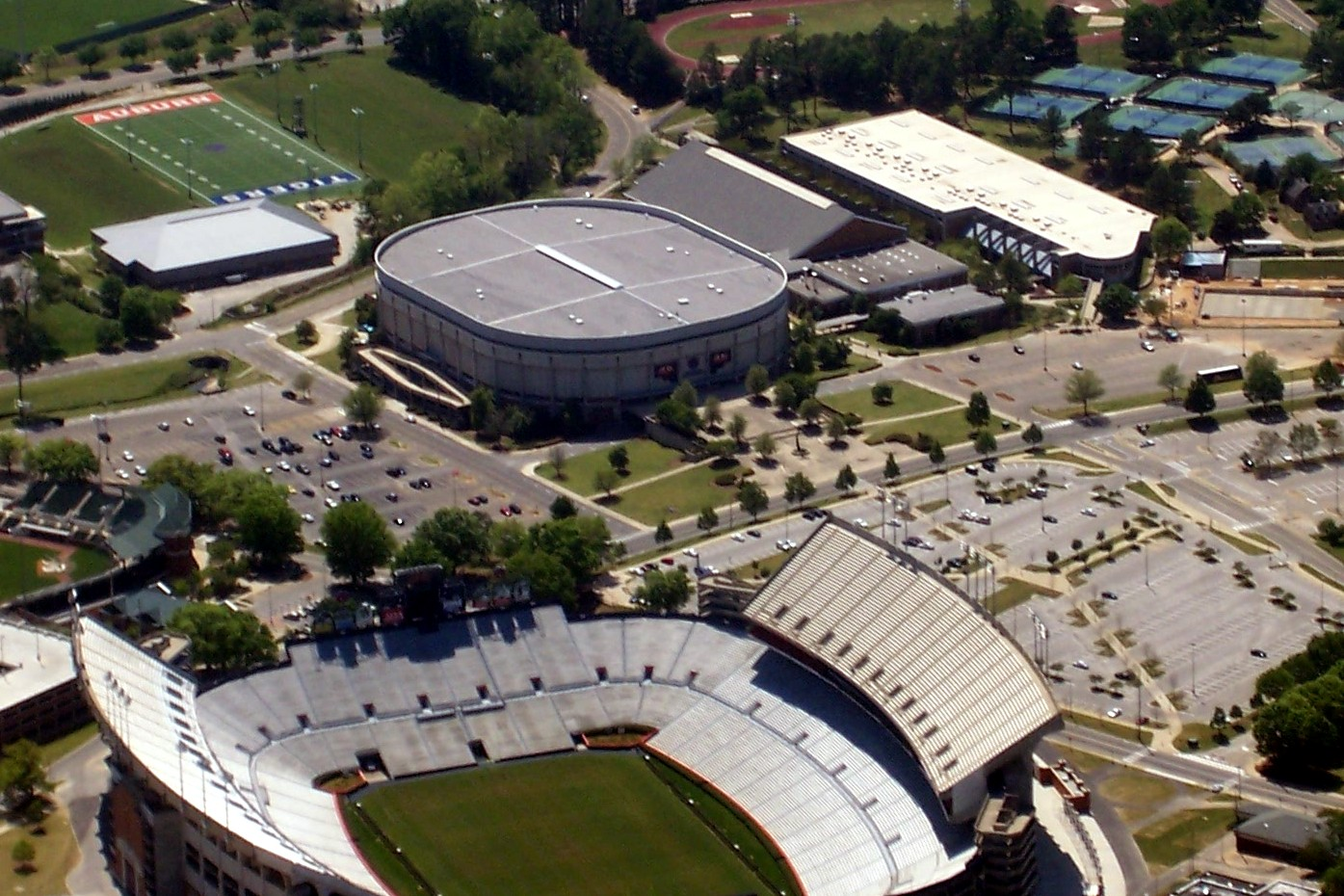
نمایی از این دانشگاه از بالا
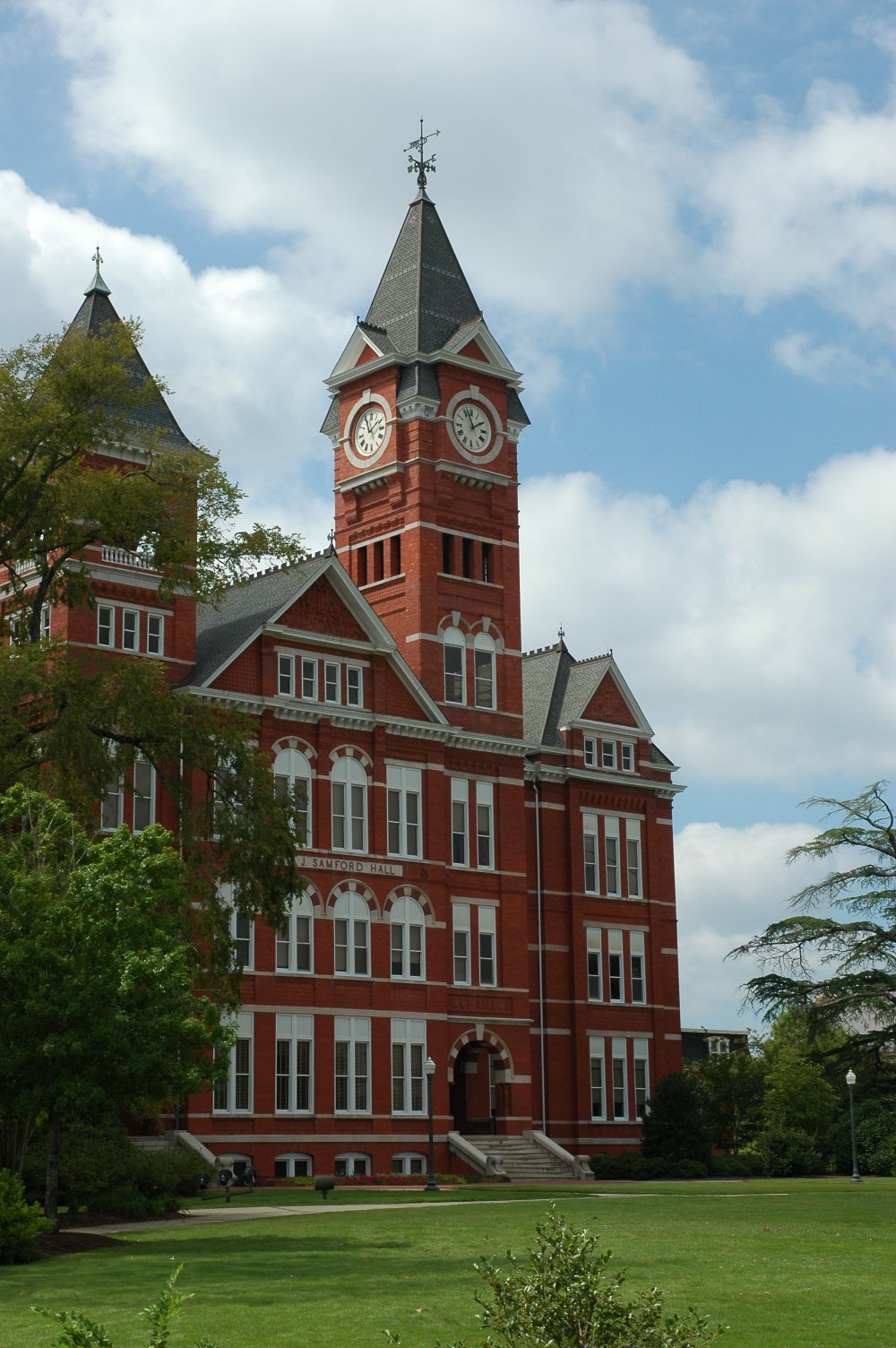
ساختمان «سمفورد»